# 安行出入口
安行出入口（あんぎょうでいりぐち）は、埼玉県川口市にある首都高速道路川口線の出入口。川口ジャンクション方面からの出口、江北ジャンクション方面からの入口のみ設置されている。
2022年（令和4年）3月1日から入口はETC車専用となった。

## 接続する道路
- 埼玉県道239号足立川口線

## 隣
首都高速川口線
(S07,S08)新郷出入口 - (S09)安行出入口 - 川口PA - 川口TB - (S11)新井宿出入口